# Анна Австрийская (1528—1590)
Анна Австрийская (7 июля 1528, Прага — 16 октября 1590, Мюнхен) — герцогиня Баварии как супруга герцога Альбрехта V. Дочь императора Священной Римской Империи Фердинанда I и Анны Ягеллонки.

## Биография
Анна была третьей из пятнадцати детей в семье. Среди её братьев и сестер: герцогиня Тосканская Иоанна Австрийская (мать французской королевы Марии Медичи), эрцгерцог Австрии Карл II, император Священной Римской Империи Максимилиан II, королева Польши Елизавета Австрийская и эрцгерцог Фердинанд II.
Со стороны отца её дедом и бабкой были: кастильские монархи Филипп I Красивый и Хуана I Безумная, а по материнской линии она была внучкой короля Чехии Уласло II и Анны де Фуа.
Будучи ещё ребёнком, Анна была несколько раз обручена: сначала с Теодором Баварским, сыном герцога Вильгельма IV, затем с Карлом Орлеанским, сыном французского короля Франциска I, но обе помолвки не привели к свадьбе из-за преждевременной смерти женихов.
В итоге, семнадцатилетняя Анна вышла замуж 4 июля 1546 года за брата своего первого жениха, будущего баварского герцога Альбрехта. Этот брак был частью стратегии дяди невесты императора Карла V, который хотел заручиться поддержкой Альбрехта V перед тем как развязать Шмалькальденскую войну. Свадебным подарком императора были 50 000 гульденов. До 7 марта 1550 года, когда Альбрехт стал герцогом, пара жила в замке Траусниц.

## Герцогиня Анна и духовная жизнь герцогства
Анна и Альбрехт оказывали сильное влияние на духовную жизнь герцогства. Открыв несколько музеев и основав Баварскую государственную библиотеку, они заслужили для Мюнхена репутацию города посвящения и искусств. Кроме этого Анна и Альберхт также оказывали поддержку художнику Гансу Милиху и композитору Орландо ди Лассо. Самой известной работой Милиха для герцогини стала «Книга сокровищ герцогини Анны Баварской» («Kleinodienbuch der Herzogin Anna von Bayern», BSB-Hss Cod.icon. 429) — манускрипт, выполненный в 1555 году и представляющий собой опись драгоценностей, которые ей принадлежали. Одна из миниатюр описи изображает выигранную Анной у мужа партию в шахматы.

## Дети
- Карл (7 сентября 1547 — 7 декабря 1547);
- Вильгельм V (1548—1626), герцог Баварии;
- Фердинанд (20 января 1550—30 января 1608), вступил в морганатический брак;
- Мария Анна (1551—1608), вышла замуж за Австрийского эрцгерцога Карла II;
- Максимилиана Мария (4 июля 1552—11 июля 1614);
- Фредерик (26 июля 1553—18 апреля 1554);
- Эрнест (17 декабря 1554—17 февраля 1612), архиепископ и курфюрст Кёльна в 1583—1612.